# Irina Dziouba
Pour les articles homonymes, voir Dziouba.
Irina Iourievna Dziouba (née le 16 décembre 1980) est une gymnaste rythmique russe.

## Biographie
Irina Dziouba remporte aux Jeux olympiques d'été de 1996 à Atlanta la médaille de bronze par équipe avec Olga Chtyrenko, Evguenia Bochkareva, Anguelina Iouchkova, Ioulia Ivanova et Elena Krivochei.

## Palmarès

### Jeux olympiques
- Atlanta 1996
  -  médaille de bronze par équipe.